# Philaustera
Philaustera é um gênero de mariposa pertencente à família Acrolepiidae.